# فرانكلين ميلتون
فرانكلين ميلتون (بالإنجليزية: Franklin Milton)‏ هو مهندس الصوت أمريكي، ولد في 19 أغسطس 1907 في كارثج في الولايات المتحدة، وتوفي في 16 أكتوبر 1985 في أغورا هيلز في الولايات المتحدة.

## وصلات خارجية
- فرانكلين ميلتون على موقع IMDb (الإنجليزية)
- فرانكلين ميلتون على موقع قاعدة بيانات الفيلم (الإنجليزية)